# Ліндсі Джекобелліс
Ліндсі Джекобелліс (19 серпня 1985 , Данбері ) — американська сноубордистка, дворазова олімпійська чемпіонка 2022 року, багаторазова чемпіонка світу.

## Олімпійські ігри
| Рік  | Місто                     | Сноубордкрос | Командний сноубордкрос |
| ---- | ------------------------- | ------------ | ---------------------- |
| 2006 | Турин, Італія             | 2            | Н/Д                    |
| 2010 | Ванкувер, Канада          | 5            | Н/Д                    |
| 2014 | Сочі, Росія               | 7            | Н/Д                    |
| 2018 | Пхьончхан, Південна Корея | 4            | Н/Д                    |
| 2022 | Пекін, Китай              | 1            | 1                      |

## Чемпіонат світу
| Рік  | Місто                  | Сноубордкрос | Командний сноубордкрос | Хафпайп |
| ---- | ---------------------- | ------------ | ---------------------- | ------- |
| 2005 | Вістлер, Канада        | 1            | —                      | 8       |
| 2007 | Ароза, Швейцарія       | 1            | —                      | —       |
| 2011 | Ла Моліна, Іспанія     | 1            | —                      | —       |
| 2015 | Крайшберг, Австрія     | 1            | —                      | —       |
| 2017 | Сьєрра-Невада, Іспанія | 1            | 3                      | —       |
| 2019 | Юта, США               | 5            | 1                      | —       |
| 2021 | Ідре, Швеція           | 9            | —                      | —       |